# Sławomir Świłło
Sławomir Świłło – polski inżynier, doktor habilitowany, adiunkt Wydziału Mechanicznego Technologicznego Politechniki Warszawskiej.

## Życiorys
W roku 1999 obronił pracę doktorską Automatyzacja pomiarów odkształceń plastycznych z zastosowaniem numerycznej analizy obrazu, a w roku 2013 rozprawę habilitacyjną Zastosowanie techniki wizyjnej w automatyzacji pomiarów geometrii i podnoszeniu jakości wyrobów wytwarzanych w przemyśle motoryzacyjnym.